# 2025年度の将棋界
2025年度の将棋界（2025ねんどのしょうぎかい）では、2025年〈令和7年〉4月から2026年〈令和8年〉3月までの将棋界に関する出来事について記述する。

## できごと・予定
タイトル戦の結果ならびに新記録などの初めておきた出来事に関しては太字で表示する。
（※は実施されない場合あり／＊はプロ棋戦以外の全国大会等）

### 2025年4月
| 04月01日       | - | 「第52回将棋大賞」発表。詳細は2024年度の将棋界#将棋大賞を参照。 |
| 00同01日       | - | 2025年4月1日付の昇段者（昇級者）・引退者、2025年度休場者・フリークラス転出者の公表。 |
| 04月03日       | - | 第10期叡王戦五番勝負第1局（愛知・名古屋市）が行われ、挑戦者・斎藤慎太郎八段が伊藤匠叡王に勝利し1勝目（伊藤 0-1 斎藤）。                                                                                                   |
| 04月03日・04日 | - | 日本将棋連盟 役員（理事）予備選 立候補届出期間- 立候補者=東京本部（定数5/候補者5）：千葉幸生七段、森下卓九段、瀬川晶司六段、片上大輔七段、清水市代女流七段 - 立候補者=関西本部（定数2/候補者2）：糸谷哲郎八段、脇謙二九段 |
| 04月04日       | - | 第51期女流名人戦五番勝負第4局（東京・将棋会館）が行われ、挑戦者・西山朋佳女流三冠が福間香奈女流名人に勝利し2勝目（福間 2-2 西山）。                                                                                       |
| 04月08日       | - | 第18期マイナビ女子オープン五番勝負第1局（神奈川・元湯 陣屋）が行われ、西山朋佳女王が挑戦者・福間香奈女流五冠に勝利し1勝目（西山 1-0 福間）。                                                                              |

| 04月09日・10日 | - | 第83期名人戦七番勝負第1局（東京・文京区）が行われ、藤井聡太名人が挑戦者・永瀬拓矢九段に勝利し1勝目（藤井 1-0 永瀬）。 |
| 04月11日       | - | 第51期女流名人戦五番勝負第5局（関西将棋会館）が行われ、挑戦者・西山朋佳女流三冠から3勝目を挙げた福間香奈女流名人タイトル防衛（福間 3-2 西山）。- 福間香奈女流五冠は女流タイトル獲得数の最多記録を通算62期に更新、女流タイトル戦登場回数の最多記録を通算78回に更新（終了前番勝負を除く）。 |
| 00同11日       | - | 奨励会員による竜王戦ランキング戦「5組決勝進出時」の「三段リーグ次点1付与」規定の公表。 |
| 04月15日       | - | 第18期マイナビ女子オープン五番勝負第2局（山梨・甲府市）が行われ、挑戦者・福間香奈女流五冠が西山朋佳女王に勝利し1勝目（西山 1-1 福間）。 |
| 04月18日・19日 | - | ＊全国支部将棋対抗戦・個人戦（支部名人戦）西地区大会 |
| 04月19日       | - | 第10期叡王戦五番勝負第2局（石川・加賀市）が行われ、伊藤匠叡王が挑戦者・斎藤慎太郎八段に勝利し1勝目（伊藤 1-1 斎藤）。 |
| 04月21日       | - | 第52回将棋大賞表彰式、昇段者免状授与式（東京・将棋会館、関西将棋会館） |
| 04月22日       | - | ヒューリック社が特別協賛する棋戦「棋聖戦」、同社が主催する女流棋戦「白玲戦」の賞金額増額（4000万円）、優勝特別賞（1000万円）の授与を公表。契約金額の増額に伴い「棋聖戦」（賞金4000万円）の棋戦序列を8位から6位に格上げ。                                                                  |
| 00同22日       | - | 「クイーン白玲」（「白玲」通算5期獲得）に「フリークラス」編入の権利を付与する議案を日本将棋連盟が公表。 |
| 04月23日       | - | 第36期女流王位戦五番勝負挑戦者の変更を公表。西山朋佳女流三冠の出場辞退（体調不良）により第2位者（挑戦者決定戦敗者）を繰り上げ、挑戦者を伊藤沙恵女流四段に変更。 |
| 04月24日       | - | 第36期女流王位戦五番勝負第1局（兵庫・姫路市）が行われ、挑戦者・伊藤沙恵女流四段が福間香奈女流王位に勝利し1勝目（福間 0-1 伊藤）。 |
| 04月25日       | - | 第96期棋聖戦挑戦者決定戦が行われ、永瀬拓矢九段に勝利した杉本和陽新六段が藤井聡太棋聖への挑戦権獲得。 |
| 00同25日       | - | 柵木幹太四段のフリークラスから順位戦C級2組への昇級決定（第85期順位戦から参加）。 |
| 00同25日       | - | 日本将棋連盟「将棋普及指導員資格」に海外在住・外国籍者が初合格（制度発足以来初）。 |
| 04月25日－27日 | - | ＊全国支部将棋対抗戦・個人戦（支部名人戦）東地区大会 |
| 04月26日・27日 | - | ＊2025年全米将棋選手権（ アメリカ合衆国・サンフランシスコ）。 |
| 04月28日       | - | 日本将棋連盟 役員（理事）予備選・立候補者7人全員を信任（定数：東京本部 5・関西本部 2） |
| 04月29日・30日 | - | 第83期名人戦七番勝負第2局（東京・羽田空港）が行われ、藤井聡太名人が挑戦者・永瀬拓矢九段に勝利し2勝目（藤井 2-0 永瀬）。 |

### 2025年5月
| 05月02日       | - | 第38期竜王戦5組ランキング戦で山下数毅奨励会三段が棋士以外で棋戦史上初の「4組昇級」「2期連続昇級」。- 山下数毅三段は史上初の「奨励会員への三段リーグ次点付与規定」による「四段昇段〈プロ入り〉」権利獲得（進行中の三段リーグ成績の最低条件付き）。 |
| 05月03日－05日 | - | 第35回世界コンピュータ将棋選手権（川崎市、主催・コンピュータ将棋協会） |
| 05月04日       | - | 第10期叡王戦五番勝負第3局（愛知・名古屋市）が行われ、伊藤匠叡王が挑戦者・斎藤慎太郎八段に勝利し2勝目（伊藤 2-1 斎藤）。 |
| 05月05日       | - | ＊第127回職域団体対抗将棋大会（東京・立川市） |
| 05月09日・10日 | - | 第83期名人戦七番勝負第3局（大阪・泉佐野市）が行われ、藤井聡太名人が挑戦者・永瀬拓矢九段に勝利し3勝目（藤井 3-0 永瀬）。 |
| 05月12日       | - | 第38期竜王戦5組ランキング戦決勝で山下数毅奨励会三段が棋士以外で棋戦史上初の「ランキング戦優勝」、史上初の奨励会員によるタイトル棋戦「決勝トーナメント進出」達成。                                                                                 |

| 05月13日       | - | 第36期女流王位戦五番勝負第2局（札幌市）が行われ、福間香奈女流王位が挑戦者・伊藤沙恵女流四段に勝利し1勝目（福間 1-1 伊藤）。 |
| 05月17日・18日 | - | 第83期名人戦七番勝負第4局（大分・宇佐市）が行われ、挑戦者・永瀬拓矢九段が藤井聡太名人に勝利し1勝目（藤井 3-1 永瀬）。- 名人戦七番勝負1日目での千日手成立（2日制9時間の現行制度下）は史上2度目（第77期以来）。 |
| 05月18日       | - | 第18期マイナビ女子オープン五番勝負第3局（神奈川・藤沢市）が行われ、西山朋佳女王が挑戦者・福間香奈女流五冠に勝利し2勝目（西山 2-1 福間）。 |
| 05月21日       | - | 第7期清麗戦挑戦者決定戦が行われ、加藤桃子女流四段に勝利した渡部愛女流四段が福間香奈清麗への挑戦権獲得。 |
| 00同21日       | - | 東京地裁の判決で、将棋棋戦の棋譜無断利用について賠償を命じる初の司法判断。 |
| 05月22日       | - | 第66期王位戦挑戦者決定戦が行われ、佐々木勇気八段に勝利した永瀬拓矢九段が藤井聡太王位への挑戦権獲得。 |
| 00同22日       | - | (11:30)福間香奈 第51期女流名人就位式（東京・港区） |
| 00同22日       | - | (18:30)福間香奈 第14期女流王座就位式（港区・明治記念館） |
| 05月23日       | - | 藤井聡太 第50期棋王就位式・棋王戦50周年記念祝賀会（東京・ホテルニューオータニ） |
| 05月25日       | - | 第36期女流王位戦五番勝負第3局（福岡・飯塚市）が行われ、福間香奈女流王位が挑戦者・伊藤沙恵女流四段に勝利し2勝目（福間 2-1 伊藤）。 |
| 05月26日       | - | 第10期叡王戦五番勝負第4局（千葉・浦安市）が行われ、挑戦者・斎藤慎太郎八段が伊藤匠叡王に勝利し2勝目（伊藤 2-2 斎藤）。 |
| 05月28日       | - | 第18期マイナビ女子オープン五番勝負第4局（将棋会館）が行われ、挑戦者・福間香奈女流五冠が西山朋佳女王に勝利し2勝目（西山 2-2 福間） |
| 05月29日・30日 | - | 第83期名人戦七番勝負第5局（茨城・古河市）が行われ、挑戦者・永瀬拓矢九段から4勝目を挙げた藤井聡太名人がタイトル防衛・3連覇（藤井 4-1 永瀬）。- 藤井聡太名人（竜王・名人、七冠）は、タイトル通算29期獲得時における最年少記録（22歳10か月）および初タイトルから通算29期獲得までの最速記録（4年10か月）をそれぞれ更新。 |

### 2025年6月
| 06月03日・00日 | - | 第96期棋聖戦五番勝負第1局（栃木・日光市）が行われ、藤井聡太棋聖が挑戦者・杉本和陽六段に勝利し1勝目（藤井 1-0 杉本）。 |
| 06月05日       | - | 第18期マイナビ女子オープン五番勝負第5局（将棋会館）が行われ、西山朋佳女王から3勝目を挙げた挑戦者・福間香奈女流五冠がタイトル奪取（西山 2-3 福間）。- 福間香奈女流五冠は女流六冠達成（史上最多タイ、達成3回目）。 - 福間香奈女流六冠は「女流タイトル獲得記録」を通算63期に更新。 |
| 06月06日       | - | 第76回日本将棋連盟通常棋士総会（東京・日本青年館ホテル）- 同日の理事会で清水市代女流七段を新会長に選出。連盟初の女性会長。 - 女流タイトル「白玲」通算5期獲得者（クイーン白玲）をフリークラスの棋士として編入できる制度を新設。                                                  |
| 06月07日・8日  | - | ＊第81回全日本学生将棋名人戦（全日本学生将棋連盟主催、東京・千代田区）で、嶋村拓夢アマ（慶応大2年）が初優勝。 |

| 06月12日       | - | 第36期女流王位戦五番勝負第4局（徳島県）が行われ、挑戦者・伊藤沙恵女流四段が福間香奈女流王位に勝利し2勝目（福間 2-2 伊藤）。 |
| 06月14日       | - | 第10期叡王戦五番勝負第5局（千葉・柏市）が行われ、挑戦者・斎藤慎太郎八段から3勝目を挙げた伊藤匠叡王がタイトル防衛（伊藤 3-2 斎藤）。 |
| 06月14日       | - | ＊第54回全国支部将棋対抗戦・個人戦（支部名人戦）東西決戦（東京・将棋会館） |
| 06月14日・15日 | - | ＊第47期朝日アマ名人戦三番勝負（朝日新聞東京本社、横山大樹・朝日アマ名人 - 古田龍生・挑戦者）で、古田龍生アマが朝日アマ名人位獲得。 |
| 06月18日       | - | 第96期棋聖戦五番勝負第2局（兵庫・洲本市）が行われ、藤井聡太棋聖が挑戦者・杉本和陽六段に勝利し2勝目（藤井 2-0 杉本）。 |
| 06月21日・22日 | - | ＊第38回アマチュア竜王戦（東京・港区）。上位4名は第39期竜王戦に出場へ。 |
| 06月21日       | - | 第46回将棋日本シリーズ 中国大会・プロ公式戦 1回戦第1局（岡山市、公開対局） |
| 06月25日       | - | 第36期女流王位戦五番勝負第5局（東京・将棋会館）が行われ、挑戦者・伊藤沙恵女流四段から3勝を挙げた福間香奈女流王位がタイトル防衛（福間 3-2 伊藤）。- 福間香奈女流六冠は「女流タイトル獲得記録」を通算64期に更新。                                                                                                |
| 06月27日       | - | 令和7年度後期奨励会三段リーグ編入試験の8月からの実施を公表（受験者・第59回赤旗名人、試験対局8局対局中、6勝で合格）。 |
| 06月28日       | - | 第46回将棋日本シリーズ 東北大会・プロ公式戦 1回戦第2局（仙台市、公開対局） |
| 06月30日       | - | 第96期棋聖戦五番勝負第3局（千葉・木更津市）が行われ、挑戦者・杉本和陽六段から3勝目を挙げた藤井聡太棋聖がタイトル防衛（藤井 3-0 杉本）。- 藤井聡太名人（竜王・名人、七冠）は、タイトル通算30期獲得時における最年少記録（22歳11か月）および初タイトルから通算30期獲得までの最速記録（4年11か月）をそれぞれ更新。 |

### 2025年7月
| 07月01日       | - | 第5期女流順位戦 A級9回戦（最終局）一斉対局が行われ、福間香奈女流六冠が西山朋佳白玲への挑戦権獲得。                       |
| 07月03日       | - | 第73期王座戦 挑戦者決定戦が行われ、羽生善治九段に勝利した伊藤匠叡王が藤井聡太王座への挑戦権獲得。                        |
| 00同03日       | - | 藤井聡太 第74期王将就位式（東京・明治記念館）                                                                            |
| 07月05日・06日 | - | 第66期王位戦七番勝負第1局（愛知・小牧市）が行われ、藤井聡太王位が挑戦者・永瀬拓矢九段に勝利し1勝目（藤井 1-0 永瀬）。    |
| 07月10日       | - | 第7期清麗戦五番勝負第1局（東京・千代田区）が行われ、福間香奈清麗が挑戦者・渡部愛女流四段に勝利し1勝目（福間 1-0 渡部）。 |
| 07月15日・16日 | - | 第66期王位戦七番勝負第2局（神戸市）が行われ、藤井聡太王位が挑戦者・永瀬拓矢九段に勝利し2勝目（藤井 2-0 永瀬）。          |
| 07月20日       | - | ＊第50回中学生将棋名人戦（名古屋市）                                                                                     |

| 07月23日       | - | 第7期清麗戦五番勝負第2局（福岡市）が行われ、福間香奈清麗が挑戦者・渡部愛女流四段に勝利し2勝目（福間 2-0 渡部）。 |
| 07月24日－27日 | - | ヨーロッパ将棋選手権・ワールドオープン将棋選手権。                                                               |
| 07月25日       | - | 伊藤匠 第10期叡王 就位式（東京・明治記念館）                                                                     |
| 07月26日       | - | 第46回将棋日本シリーズ 北海道大会・プロ公式戦 1回戦第3局（札幌市、公開対局）                                     |
| 07月29日・30日 | - | 第66期王位戦七番勝負第3局（新千歳空港、藤井聡太王位 - 挑戦者・永瀬拓矢九段）                                     |
| 07月29日・30日 | - | ＊第61回全国高等学校将棋選手権大会（香川・まんのう町）                                                           |

### 2025年8月
| 08月02日       | - | 第46回将棋日本シリーズ 福岡大会・プロ公式戦 1回戦第4局（福岡市、公開対局）                                                               |
| 08月02日－04日 | - | ＊第46回全国中学生選抜将棋選手権（山形・天童市）                                                                                         |
| 08月04日       | - | 藤井聡太 第83期名人就位式（東京・椿山荘）                                                                                                |
| 08月07日       | - | 第7期清麗戦五番勝負第3局（神奈川・箱根町）が行われ、挑戦者・渡部愛女流四段から3勝目を挙げた福間香奈清麗がタイトル防衛（福間 3-0 渡部）。 |
| 000同7日       | - | 第37期竜王戦挑戦者決定三番勝負第2局が行われ、石田直裕六段から2勝目を挙げた佐々木勇気八段が藤井聡太竜王への挑戦権獲得。                   |
| 08月09日       | - | 第46回将棋日本シリーズ 静岡大会・プロ公式戦 2回戦第1局（静岡市、公開対局）                                                               |
| 08月09日       | - | ＊第24回全国小学生倉敷王将戦（岡山・倉敷市）                                                                                             |
| 08月11日       | - | ＊第28回中学生王将戦（大阪・高槻市） |
| 08月12日       | - | ＊第21回高校生王将戦（関西将棋会館） |
| 08月15日－17日 | - | 日本将棋連盟 新進棋士奨励会入会試験（関東・関西）                                                                                        |
| 08月16日       | - | 第46回将棋日本シリーズ 信越・北陸大会・プロ公式戦 2回戦第2局（新潟市、公開対局）                                                         |
| 08月17日       | - | ＊第16回小学生駒姫名人戦（東京・渋谷区）                                                                                                 |
| 08月19日       | - | ※第7期清麗戦五番勝負第4局（関西将棋会館、福間香奈清麗 - 挑戦者・渡部愛女流四段）                                                         |
| 08月19日・20日 | - | 第66期王位戦七番勝負第4局（福岡・宗像市、藤井聡太王位 - 挑戦者・永瀬拓矢九段）                                                           |
| 08月20日・21日 | - | ＊第38回全国高等学校将棋竜王戦全国大会（福岡市）                                                                                         |
| 08月26日       | - | ※第7期清麗戦五番勝負第5局（東京・将棋会館、福間香奈清麗 - 挑戦者・渡部愛女流四段）                                                       |
| 08月26日・27日 | - | ※第66期王位戦七番勝負第5局（徳島市、藤井聡太王位 - 挑戦者・永瀬拓矢九段）                                                                |
| 08月30日       | - | 第5期白玲戦七番勝負第1局（東京・港区、西山朋佳白玲 - 挑戦者・福間香奈女流六冠）                                                          |
| 08月30日       | - | 第46回将棋日本シリーズ 四国大会・プロ公式戦 2回戦第3局（香川・高松市、公開対局）                                                         |
| 08月31日       | - | ＊第40回全国オール学生将棋選手権戦（団体戦）                                                                                             |

### 2025年9月
| 09月04日       | - | 第73期王座戦五番勝負第1局（ シンガポール、藤井聡太王座 - 挑戦者・伊藤匠叡王）- シンガポールでの公式戦対局は32年ぶり、王座戦の国外対局は23年ぶり。 |
| 09月06日       | - | 第5期白玲戦七番勝負第2局（鹿児島・指宿市、西山朋佳白玲 - 挑戦者・福間香奈女流六冠）                                                               |
| 09月06日       | - | 奨励会第77回三段リーグ最終日(第17-18回戦)。10月1日付で昇段する新四段2-4名が決定。                                                                 |
| 09月09日・10日 | - | ※第66期王位戦七番勝負第6局（静岡・牧之原市、藤井聡太王位 - 挑戦者・永瀬拓矢九段）                                                                 |
| 09月13日       | - | 第46回将棋日本シリーズ 熊本大会・プロ公式戦 2回戦第4局（熊本・上益城郡、公開対局）                                                                |
| 00同13日       | - | 第47期女流王将戦 挑戦者決定戦 放送（囲碁・将棋チャンネル）                                                                                        |
| 09月13日・14日 | - | ＊第79回全日本アマチュア将棋名人戦（東京・港区）                                                                                                  |
| 09月18日       | - | 第73期王座戦五番勝負第2局（兵庫・神戸市、藤井聡太王座 - 挑戦者・伊藤匠叡王）                                                                      |
| 09月20日       | - | 第5期白玲戦七番勝負第3局（奈良市、西山朋佳白玲 - 挑戦者・福間香奈女流六冠）                                                                       |
| 09月24日・25日 | - | ※第66期王位戦七番勝負第7局（元湯・陣屋〈神奈川・秦野市〉、藤井聡太王位 - 挑戦者・永瀬拓矢九段）                                                   |
| 09月27日       | - | 第5期白玲戦七番勝負第4局（京都市、西山朋佳白玲 - 挑戦者・福間香奈女流六冠）                                                                       |
| 09月30日       | - | 第73期王座戦五番勝負第3局（愛知・名古屋市、藤井聡太王座 - 挑戦者・伊藤匠叡王）                                                                    |

### 2025年10月
| 10月03日・04日 | - | 第38期竜王戦七番勝負第1局（東京・渋谷、藤井聡太竜王 - 挑戦者）                     |
| 10月07日       | - | ※第73期王座戦五番勝負第4局（神奈川・秦野市、藤井聡太王座 - 挑戦者・伊藤匠叡王）    |
| 10月11日       | - | ※第5期白玲戦七番勝負第5局（札幌市、西山朋佳白玲 - 挑戦者・福間香奈女流六冠）       |
| 10月12日       | - | 第46回将棋日本シリーズ 東海大会・プロ公式戦 準決勝第1局（名古屋市、公開対局）      |
| 10月12日・13日 | - | 第15期加古川青流戦決勝三番勝負第1-3局                                              |
| 10月16日・17日 | - | 第38期竜王戦七番勝負第2局（福井・あわら市、藤井聡太竜王 - 挑戦者）                 |
| 10月18日       | - | ※第5期白玲戦七番勝負第6局（石川・金沢市、西山朋佳白玲 - 挑戦者・福間香奈女流六冠） |
| 10月25日       | - | ※第5期白玲戦七番勝負第7局（東京・台東区、西山朋佳白玲 - 挑戦者・福間香奈女流六冠） |
| 10月28日       | - | ※第73期王座戦五番勝負第5局（神奈川・秦野市、藤井聡太王座 - 挑戦者・伊藤匠叡王）    |
| 10月00日       | - | 第47期女流王将戦三番勝負第1局                                                      |
| 10月00日       | - | 第47期女流王将戦三番勝負第2局                                                      |
| 10月00日       | - | ※第47期女流王将戦三番勝負第3局                                                     |
| 10月31日       | - | 第38期竜王戦七番勝負第3局・1日目（京都市、藤井聡太竜王 - 挑戦者）                  |

### 2025年11月
| 11月01日       | - | 第38期竜王戦七番勝負第3局・2日目（京都市、藤井聡太竜王 - 挑戦者）               |
| 11月00日       | - | 第33期倉敷藤花戦三番勝負第1局（第32期倉敷藤花 - 挑戦者）                        |
| 11月03日       | - | 第46回将棋日本シリーズ 大阪大会・プロ公式戦 準決勝第2局（大阪市、公開対局）     |
| 11月03日       | - | ＊第128回職域団体対抗将棋大会（渋谷区・東京体育館）                             |
| 11月12日・13日 | - | 第38期竜王戦七番勝負第4局（京都競馬場、藤井聡太竜王 - 挑戦者）                  |
| 11月15日       | - | 第33期倉敷藤花戦三番勝負第2局・就位式（岡山・倉敷市、第32期倉敷藤花 - 挑戦者）  |
| 11月16日       | - | ※第33期倉敷藤花戦三番勝負第3局・就位式（岡山・倉敷市、第32期倉敷藤花 - 挑戦者） |
| 11月22日・23日 | - | 第51回将棋の日（兵庫・加古川市）                                                |
| 11月23日       | - | 第46回将棋日本シリーズ 関東大会・プロ公式戦 決勝（東京・江東区、公開対局）      |
| 11月28日・29日 | - | ※第38期竜王戦七番勝負第5局（兵庫・姫路市、藤井聡太竜王 - 挑戦者）               |

### 2025年12月
| 12月06日       | - | 第3回達人戦本戦・1日目〈1回戦〉（東京・立川市、公開対局）           |
| 12月07日       | - | 第3回達人戦本戦・2日目〈準決勝・決勝〉（東京・立川市、公開対局）    |
| 12月10日・11日 | - | ※第38期竜王戦七番勝負第6局（鹿児島・指宿市、藤井聡太竜王 - 挑戦者） |
| 12月17日・18日 | - | ※第38期竜王戦七番勝負第7局（山梨・甲府市、藤井聡太竜王 - 挑戦者）   |
| 12月25日       | - | 第33期銀河戦決勝放送（囲碁・将棋チャンネル）                        |

### 2026年1月
| 01月00日 | - | 第75期王将戦七番勝負第1局 |

### 2026年2月
| 02月26日 | - | 第84期順位戦 A級9回戦（最終局）一斉対局（静岡・浮月楼） |
| 02月00日 | - | 第51期棋王戦五番勝負第1局                               |
| 02月00日 | - | 2025年「年間獲得賞金・対局料ベスト10」発表              |
| 02月00日 | - | 第19回朝日杯将棋オープン戦準決勝・決勝                  |

### 2026年3月
| 03月00日 | - | 奨励会第78回三段リーグ最終日(第17-18回戦)。10月1日付で昇段する新四段2-3名が決定。 |
| 03月00日 | - | 第75回NHK杯テレビ将棋トーナメント決勝放映（NHK Eテレ）。                          |
| 03月00日 | - | ＊第51回小学生将棋名人戦（山形・天童市）                                          |

### 日程未定
タイトル棋戦
- 第96期棋聖戦
  - 藤井聡太 第96期棋聖 就位式
- 第66期王位戦
  - 第66期王位 就位式
- 第73期王座戦
  - 第73期王座 就位式
- 第38期竜王戦
  - 第38期竜王戦 挑戦者決定三番勝負
  - 第38期竜王 就位式
- 第75期王将戦
  - 第75期王将戦 挑戦者決定リーグ最終戦
  - 第75期王将戦七番勝負
- 第51期棋王戦
  - 第51期棋王戦 挑戦者決定二番勝負
  - 第51期棋王戦 五番勝負
- 第11期叡王戦
  - 第11期叡王戦 挑戦者決定戦

一般棋戦
- 第19回朝日杯将棋オープン戦 決勝戦（例年2月）
- 第56期新人王戦 決勝三番勝負（例年10-11月）

女流タイトル棋戦
- 第18期マイナビ女子オープン
  - 福間香奈 第18期女王 就位式
- 第36期女流王位戦
  - 福間香奈 第36期女流王位 就位式
- 第7期清麗戦
  - 第7期清麗 就位式
- 第5期白玲戦
  - 第5期白玲 就位式
- 第47期女流王将戦
  - 第47期女流王将戦 三番勝負
  - 第47期女流王将 就位式
- 第33期倉敷藤花戦 挑戦者決定戦
- 第15期女流王座戦
  - 第15期女流王座戦 挑戦者決定戦
  - 第15期女流王座戦 五番勝負
  - 第15期女流王座 就位式
- 第52期女流名人戦
  - 第52期女流名人戦 女流名人リーグ9回戦（最終局）一斉対局
  - 第52期女流名人戦 五番勝負
  - 第52期女流名人 就位式
- 第19期マイナビ女子オープン 挑戦者決定戦
- 第37期女流王位戦 挑戦者決定戦

## 記録

### タイトル戦
| ● 第1局 ○ |
| ○ 第2局 ● |
| ○ 第3局 ● |
| ● 第4局 ○ |
| ○ 第5局 ● |

| ○ 第1局 ●   |
| ○ 第2局 ●   |
| ○ 第3局 ●   |
| 千 第4局 千 |
| ● 第4局 ○   |
| 千 第5局 千 |
| ○ 第5局 ●   |

| ○ 第1局 ● |
| ○ 第2局 ● |
| ○ 第3局 ● |

| － 第1局 － |
| － 第2局 － |
| － 第3局 － |
| － 第4局 － |
| － 第5局 － |
| － 第6局 － |
| － 第7局 － |

| － 第1局 － |
| － 第2局 － |
| － 第3局 － |
| － 第4局 － |
| － 第5局 － |

| － 第1局 － |
| － 第2局 － |
| － 第3局 － |
| － 第4局 － |
| － 第5局 － |
| － 第6局 － |
| － 第7局 － |

| － 第1局 － |
| － 第2局 － |
| － 第3局 － |
| － 第4局 － |
| － 第5局 － |
| － 第6局 － |
| － 第7局 － |

| － 第1局 － |
| － 第2局 － |
| － 第3局 － |
| － 第4局 － |
| － 第5局 － |

### その他の棋戦
| ( | 26歳以下 六段以下 | ) |

|  | － |
|  | － |
|  | － |
|  | － |
|  | － |
|  | － |

| － |
| － |
| － |
| － |
| － |
| － |

### 女流タイトル戦
| 棋戦                      | 勝者            | 勝者     | 開催時期       | 番勝負            | 番勝負         | 番勝負            | 備考                                                        | 注            |
| 棋戦                      | 勝者            | 勝者     | 開催時期       | 在位者            | 勝敗           | 挑戦者            | 備考                                                        | 注            |
| ------------------------- | --------------- | -------- | -------------- | ----------------- | -------------- | ----------------- | ----------------------------------------------------------- | ------------- |
| マイナビ 女子オープン     | 第18期 女王     | 福間香奈 | 2025年 4-6月   | 西山朋佳 女王     | 2-3 (五番勝負) | 福間香奈 女流五冠 | - 通算2期（第6期以来） - (福間)史上3度目の女流六冠          | [ 39 ]        |
| 女流王位戦                | 第36期 女流王位 | 福間香奈 | 2025年 4-6月   | 福間香奈 女流王位 | 3-2 (五番勝負) | 伊藤沙恵 女流四段 | - 連続7期（通算11期） - 第1局前日に挑戦者を西山朋佳から変更 | [ 15 ] [ 51 ] |
| 大成建設杯 清麗戦         | 第7期 清麗      | ( 未定 ) | 2025年 7-8月   | 福間香奈 清麗     | 0-0 (五番勝負) | 渡部愛 女流四段   |                                                             |               |
| ヒューリック杯 白玲戦     | 第5期 白玲      | ( 未定 ) | 2025年 8-10月  | 西山朋佳 白玲     | 0-0 (七番勝負) | 福間香奈 女流六冠 |                                                             |               |
| 霧島酒造杯 女流王将戦     | 第47期 女流王将 | ( 未定 ) | 2025年 10月    | 西山朋佳 女流王将 | 0-0 (三番勝負) | ( 未定 )          |                                                             |               |
| リコー杯 女流王座戦       | 第15期 女流王座 | ( 未定 ) | 2025年 10-12月 | 福間香奈 女流王座 | 0-0 (五番勝負) | ( 未定 )          |                                                             |               |
| 大山名人杯 倉敷藤花戦     | 第33期 倉敷藤花 | ( 未定 ) | 2025年 10-11月 | 福間香奈 倉敷藤花 | 0-0 (三番勝負) | ( 未定 )          |                                                             |               |
| ユニバーサル杯 女流名人戦 | 第52期 女流名人 | ( 未定 ) | 2026年 1-3月   | 福間香奈 女流名人 | 0-0 (五番勝負) | ( 未定 )          |                                                             |               |

### その他の女流棋戦
| 分類                             | 棋戦                | 回     | 優勝者           | 決勝開催日      | 準優勝者          | 備考              | 注            |
| -------------------------------- | ------------------- | ------ | ---------------- | --------------- | ----------------- | ----------------- | ------------- |
| 新人棋戦 (非公式戦)              | 白瀧あゆみ杯 争奪戦 | 第19回 | 岩崎夏子 女流2級 | 2025年 07月20日 | 八木日和 女流2級  | 第22回 白瀧文化祭 | [ 67 ] [ 68 ] |
| 関西所属 女流初段以下 (非公式戦) | 関西女流 新鋭戦     | 第1回  |                  | 2025年 08月31日 |                   |                   | [ 69 ] [ 70 ] |
| LPSA 主催棋戦                    | 1day トーナメント   | 第85回 | 渡部愛 女流四段  | 2025年 04月19日 | 磯谷祐維 女流初段 | 第4回 卯月カップ  | [ 71 ] [ 72 ] |

### 年度成績一覧
- 2025年度 棋士成績一覧 / 成績ランキング上位 / 通算成績（日本将棋連盟 webサイト）
- 2025年度 女流棋士成績一覧 / 成績ランキング上位 / 通算成績（日本将棋連盟 webサイト）
- 昇段・キリ数までの勝数（日本将棋連盟 webサイト）

## 在籍クラスの昇級・降級

### 順位戦
| 次期クラス | 棋士 | 棋士 | 成績      | 注 |
| ---------- | ---- | ---- | --------- | -- |
| A級        |      | 段   | B1xx( - ) |    |
| A級        |      | 段   | B1xx( - ) |    |
| B級1組     |      | 段   | B2xx( - ) |    |
| B級1組     |      | 段   | B2xx( - ) |    |
| B級1組     |      | 段   | B2xx( - ) |    |
| B級2組     |      | 段   | C1xx( - ) |    |
| B級2組     |      | 段   | C1xx( - ) |    |
| B級2組     |      | 段   | C1xx( - ) |    |
| C級1組     |      | 段   | C2xx( - ) |    |
| C級1組     |      | 段   | C2xx( - ) |    |
| C級1組     |      | 段   | C2xx( - ) |    |

| 次期クラス                     | 棋士 | 棋士 | 成績      | 注 |
| ------------------------------ | ---- | ---- | --------- | -- |
| B級1組                         |      | 段   | A xx( - ) |    |
| B級1組                         |      | 段   | A xx( - ) |    |
| B級2組                         |      | 段   | B1xx( - ) |    |
| B級2組                         |      | 段   | B1xx( - ) |    |
| B級2組                         |      | 段   | B1xx( - ) |    |
| C級1組                         |      | 段   | B2xx( - ) |    |
| C級1組                         |      | 段   | B2xx( - ) |    |
| C級2組                         |      | 段   | C1xx( - ) |    |
| C級2組                         |      | 段   | C1xx( - ) |    |
| フリークラス                   |      | 段   | C2xx( - ) |    |
| フリークラス                   |      | 段   | C2xx( - ) |    |
|                                |      |      |           |    |
| 宣言による フリークラス 転出者 |      | 段   |           |    |
| 宣言による フリークラス 転出者 | 段   |      |           |    |

### 竜王ランキング戦
第38期竜王戦ランキング戦・昇級者決定戦
昇級は2-5組の各組4名、6組は5名。降級者は1-5組の各組4名。
| 次期 クラス                               | 棋士       | 棋士 | 成績     | 注     |
| ----------------------------------------- | ---------- | ---- | -------- | ------ |
| 1組                                       | 永瀬拓矢   | 九段 | 2組 優勝 | [ 73 ] |
| 1組                                       | 高見泰地   | 七段 | 2組 2位  | [ 73 ] |
| 1組                                       |            | 段   | 2組 3位  | [ 73 ] |
| 1組                                       | 段         |      | 2組 3位  | [ 73 ] |
| 2組                                       | 近藤誠也   | 八段 | 3組 優勝 | [ 74 ] |
| 2組                                       | 服部慎一郎 | 七段 | 3組 2位  | [ 74 ] |
| 2組                                       | 屋敷伸之   | 九段 | 3組 3位  | [ 74 ] |
| 2組                                       | 段         |      | 3組 3位  | [ 74 ] |
| 3組                                       | 石田直裕   | 六段 | 4組 優勝 | [ 75 ] |
| 3組                                       | 狩山幹生   | 五段 | 4組 2位  | [ 75 ] |
| 3組                                       |            | 段   | 4組 3位  | [ 75 ] |
| 3組                                       | 段         |      | 4組 3位  | [ 75 ] |
| 4組                                       | 山下数毅   | 三段 | 5組 優勝 | [ 76 ] |
| 4組                                       | 高田明浩   | 五段 | 5組 2位  | [ 76 ] |
| 4組                                       |            | 段   | 5組 3位  | [ 76 ] |
| 4組                                       | 段         |      | 5組 3位  | [ 76 ] |
| 5組                                       | 谷合廣紀   | 四段 | 6組 優勝 | [ 77 ] |
| 5組                                       | 古森悠太   | 五段 | 6組 2位  | [ 77 ] |
| 5組                                       |            | 段   | 6組 3位  | [ 77 ] |
| 5組                                       | 段         |      | 6組 3位  | [ 77 ] |
| 5組                                       |            | 段   | 6組 5位  | [ 77 ] |
| ※今期は6組からの昇級枠1増（5組の欠員1）。 |            |      |          |        |

| 次期 クラス | 棋士       | 棋士 | 成績                       | 注     |
| ----------- | ---------- | ---- | -------------------------- | ------ |
| 2組         | 丸山忠久   | 九段 | 1組 5位決定戦 1回戦敗退    | [ 78 ] |
| 2組         | 渡辺明     | 九段 | 1組 5位決定戦 1回戦敗退    | [ 78 ] |
| 2組         | 山崎隆之   | 九段 | 1組 5位決定戦 1回戦敗退    | [ 78 ] |
| 2組         | 久保利明   | 九段 | 1組 5位決定戦 1回戦敗退    | [ 78 ] |
| 3組         | 阿部健治郎 | 七段 | 2組 昇級者決定戦 1回戦敗退 | [ 73 ] |
| 3組         | 糸谷哲郎   | 八段 | 2組 昇級者決定戦 1回戦敗退 | [ 73 ] |
| 3組         | 佐々木慎   | 七段 | 2組 昇級者決定戦 1回戦敗退 | [ 73 ] |
| 3組         | 本田奎     | 六段 | 2組 昇級者決定戦 1回戦敗退 | [ 73 ] |
| 4組         | 村中秀史   | 七段 | 3組 昇級者決定戦 1回戦敗退 | [ 74 ] |
| 4組         | 佐藤和俊   | 七段 | 3組 昇級者決定戦 1回戦敗退 | [ 74 ] |
| 4組         | 千田翔太   | 八段 | 3組 昇級者決定戦 1回戦敗退 | [ 74 ] |
| 4組         | 梶浦宏孝   | 七段 | 3組 昇級者決定戦 1回戦敗退 | [ 74 ] |
| 5組         | 杉本昌隆   | 八段 | 4組 残留決定戦 敗退        | [ 75 ] |
| 5組         | 飯塚祐紀   | 八段 | 4組 残留決定戦 敗退        | [ 75 ] |
| 5組         | 船江恒平   | 七段 | 4組 残留決定戦 敗退        | [ 75 ] |
| 5組         | 宮田敦史   | 七段 | 4組 残留決定戦 敗退        | [ 75 ] |
| 6組         | 小林裕士   | 八段 | 5組 残留決定戦 敗退        | [ 76 ] |
| 6組         | 真田圭一   | 八段 | 5組 残留決定戦 敗退        | [ 76 ] |
| 6組         | 窪田義行   | 七段 | 5組 残留決定戦 敗退        | [ 76 ] |
| 6組         | 畠山鎮     | 八段 | 5組 残留決定戦 敗退        | [ 76 ] |
|             |            |      |                            |        |

### 女流順位戦
第5期女流順位戦（2024年10月 - 2025年7月）
| 次期 クラス | 女流棋士   | 女流棋士 | 成績     | 注     |
| ----------- | ---------- | -------- | -------- | ------ |
| A級         | 渡部愛     | 女流四段 | B01(9-0) | [ 79 ] |
| A級         | 野原未蘭   | 女流二段 | B05(8-1) | [ 79 ] |
| B級         | 中村真梨花 | 女流四段 | C03(7-1) | [ 80 ] |
| B級         | 清水市代   | 女流七段 | C06(7-1) | [ 80 ] |
| B級         | 小高佐季子 | 女流初段 | C07(7-1) | [ 80 ] |
| C級         | 磯谷祐維   | 女流初段 | D07( - ) | [ 81 ] |
| C級         | 松下舞琳   | 女流初段 | D08( - ) | [ 81 ] |
| C級         |            | 女流 段  | Dxx( - ) | [ 81 ] |
| C級         |            | 女流 段  | Dxx( - ) | [ 81 ] |

| 次期 クラス | 女流棋士   | 女流棋士 | 成績     | 注     |
| ----------- | ---------- | -------- | -------- | ------ |
| B級         | 香川愛生   | 女流四段 | A10(2-7) | [ 82 ] |
| B級         | 和田あき   | 女流二段 | A08(1-8) | [ 82 ] |
| C級         | 岩根忍     | 女流三段 | B08(3-6) | [ 79 ] |
| C級         | 頼本奈菜   | 女流初段 | B09(3-6) | [ 79 ] |
| C級         | 武富礼衣   | 女流初段 | B06(2-7) | [ 79 ] |
| D級         | 長沢千和子 | 女流五段 | C19(2-6) | [ 80 ] |
| D級         | 本田小百合 | 女流四段 | C05(1-7) | [ 80 ] |
| D級         | 貞升南     | 女流二段 | C13(0-8) | [ 80 ] |
| D級         | 高浜愛子   | 女流初段 | C17(0-8) | [ 80 ] |
| 順位戦 陥落 |            | 女流 段  | Dxx( - ) | [ 81 ] |

## 将棋大賞
第53回将棋大賞（2026年4月 発表予定）
| 各賞               | 受賞者      | 受賞 | 備考                                    |
| ------------------ | ----------- | ---- | --------------------------------------- |
| 最優秀棋士賞       | TBA         |      | -                                       |
| 優秀棋士賞         | TBA         |      | -                                       |
| 敢闘賞             | TBA         |      | -                                       |
| 新人賞             | TBA         |      | -                                       |
| 特別賞             | TBA         |      | -                                       |
| 勝率一位賞         | TBA         |      | -勝-敗（勝率-.---）                     |
| 最多勝利賞         | TBA         |      | -勝                                     |
| 最多対局賞         | TBA         |      | -対局                                   |
| 連勝賞             | TBA         |      | -連勝 (202_年__月__日 - 202_年__月__日) |
| 最優秀女流棋士賞   | TBA         |      | -                                       |
| 優秀女流棋士賞     | TBA         |      | -                                       |
| 女流最多対局賞     | TBA         |      | -対局                                   |
| 東京将棋記者会賞   | TBA         |      | -                                       |
| 升田幸三賞         | TBA         |      | -                                       |
| 升田幸三賞(特別賞) | TBA         |      | -                                       |
| 名局賞             | ○ TBA ● TBA | -    | -                                       |
| 名局賞(特別賞)     | TBA         | -    | -                                       |
| 女流名局賞         | ○ TBA ● TBA | -    | -                                       |

## 表彰者
（将棋栄誉賞、将棋栄誉敢闘賞、特別将棋栄誉賞、特別将棋栄誉敢闘賞）
特別将棋栄誉敢闘賞 (公式戦通算1500勝、2025年度達成者)
- 該当なし（2025年3月末日時点）

特別将棋栄誉賞 (公式戦通算1200勝、2025年度達成者)
- 該当なし（2025年3月末日時点）

特別将棋栄誉賞 (公式戦通算1000勝、2025年度達成者)
- 郷田真隆 九段 - 通算1000勝648敗 (勝率0.607、持将棋1)、2025年7月9日達成
／受賞13人目（第84期順位戦 B級2組2回戦・戸辺誠七段 戦）

将棋栄誉敢闘賞 (公式戦通算800勝、2025年度達成者)
- 該当なし（2025年3月末日時点）

将棋栄誉賞 (公式戦通算600勝、2025年度達成者)
- 中田功 八段 - 通算600勝630敗 (勝率0.488)、2025年7月2日達成
／受賞65人目（第19回朝日杯・矢倉規広七段 戦）  

## 昇段・引退
太字  2025年度プロ入り棋士・女流棋士

### 昇段棋士
| 段位 | 棋士                             | 昇段日         | 昇段理由                         | 注記・出典   |
| ---- | -------------------------------- | -------------- | -------------------------------- | ------------ |
| 四段 | 齊藤優希                         | 2025年04月01日 | 第76回奨励会三段リーグ戦 成績1位 | [ 87 ] [ 2 ] |
| 四段 | 炭﨑俊毅                         | 2025年04月01日 | 第76回奨励会三段リーグ戦 成績2位 | [ 87 ] [ 2 ] |
| 四段 |                                  | 2025年10月01日 | 第77回奨励会三段リーグ戦 成績1位 |              |
| 四段 | 第77回奨励会三段リーグ戦 成績2位 | 2025年10月01日 |                                  |              |
| 五段 |                                  | 2025年00月00日 |                                  |              |
|      | 2025年00月00日                   |                |                                  |              |
| 六段 | 杉本和陽                         | 2025年04月25日 | 五段昇段後タイトル挑戦           | [ 88 ]       |
| 六段 | 西田拓也                         | 2025年06月17日 | 勝数規定 / 五段昇段後公式戦120勝 | [ 89 ]       |
|      | 2025年00月00日                   |                |                                  |              |
| 七段 |                                  | 2025年00月00日 |                                  |              |
|      | 2025年00月00日                   |                |                                  |              |
| 八段 | 桐谷広人                         | 2025年04月01日 | 引退棋士昇段規定                 | [ 2 ]        |
| 八段 | 伊藤匠                           | 2025年06月14日 | タイトル2期獲得                  | [ 90 ]       |
|      | 2025年00月00日                   |                |                                  |              |
| 九段 |                                  | 2025年00月00日 |                                  |              |
|      | 2025年00月00日                   |                |                                  |              |

### 昇段・昇級 女流棋士
| 段(級)位 | 女流棋士       | 昇段(級)日       | 昇段・昇級理由                 | 注記・出典 |
| -------- | -------------- | ---------------- | ------------------------------ | ---------- |
| 女流2級  |                | 2025年00月00日   | 研修会でB1に昇級               |            |
|          | 2025年00月00日 | 研修会でB1に昇級 |                                |            |
| 女流1級  | 森本理子       | 2025年04月01日   | 年度成績指し分け以上 (8勝以上) | [ 2 ]      |
|          | 2025年00月00日 |                  |                                |            |
| 女流初段 | 山口稀良莉     | 2025年04月01日   | 年度成績指し分け以上 (8勝以上) | [ 2 ]      |
| 女流初段 | 梅津美琴       | 2025年04月01日   | 年度成績指し分け以上 (8勝以上) | [ 2 ]      |
|          | 2025年00月00日 |                  |                                |            |
| 女流二段 | 武富礼衣       | 2025年05月07日   | 勝数規定 / 女流初段昇段後70勝  | [ 91 ]     |
| 女流二段 | 頼本奈菜       | 2025年05月07日   | 勝数規定 / 女流初段昇段後70勝  | [ 92 ]     |
|          | 2025年00月00日 |                  |                                |            |
| 女流三段 | 石高澄恵       | 2025年04月10日   | 勝数規定 / 女流二段昇段後100勝 | [ 93 ]     |
|          | 2025年00月00日 |                  |                                |            |
| 女流四段 | 渡部愛         | 2025年04月11日   | 勝数規定 / 女流三段昇段後130勝 | [ 94 ]     |
| 女流四段 | 本田小百合     | 2025年05月10日   | 勝数規定 / 女流三段昇段後130勝 | [ 95 ]     |
|          | 2025年00月00日 |                  |                                |            |
| 女流五段 |                | 2025年00月00日   |                                |            |
|          | 2025年00月00日 |                  |                                |            |
| 女流六段 |                | 2025年00月00日   | 理事会審議 / 抜群の成績と実績  |            |

### 引退者 (棋士・女流棋士)
|                            | 引退公表日                 | 最終対局日(引退日)                                              | 引退理由                              | 注記・出典                 |
| 引退公表者（2024年度以前） | 引退公表者（2024年度以前） | 引退公表者（2024年度以前）                                      | 引退公表者（2024年度以前）            | 引退公表者（2024年度以前） |
| -------------------------- | -------------------------- | --------------------------------------------------------------- | ------------------------------------- | -------------------------- |
| 川上猛＿ 七段              | 2023年04月03日             | （最終対局日 未定 / ＿第38期竜王戦までは現役継続可〈5組在籍〉） | フリークラス棋士引退規定              | [ 96 ] [ 注 2 ]            |
| 引退公表者（2025年度）     |                            |                                                                 |                                       |                            |
| 福崎文吾 九段              | 2025年04月01日             | 2025年04月22日 第38期竜王戦6組昇決（有森浩三八段 戦）           | フリークラス棋士引退規定 / 年齢65歳   | [ 2 ] [ 97 ]               |
| 木下浩一 七段              | 2025年04月01日             | 2025年04月23日 第38期竜王戦6組昇決（岡崎洋七段 戦）             | フリークラス棋士引退規定 / 転出後16年 | [ 2 ] [ 98 ]               |
| 増田裕司 七段              | 2025年04月01日             | 2025年04月23日 第38期竜王戦6組昇決（齊藤裕也四段 戦）           | フリークラス棋士引退規定 / 編入後10年 | [ 2 ] [ 99 ]               |
| 長沼洋＿ 八段              | 2025年04月01日             | 2025年05月01日 第38期竜王戦6組昇決（神崎健二八段 戦）           | フリークラス棋士引退規定 / 年齢60歳   | [ 2 ] [ 100 ]              |
| 有森浩三 八段              | 2025年04月01日             | 2025年05月15日 第38期竜王戦6組昇決（齊藤裕也四段 戦）           | フリークラス棋士引退規定 / 転出後18年 | [ 2 ] [ 101 ]              |
| 斎田晴子 女流五段          | 2025年04月01日             | 2025年07月07日 第5期女流順位戦 D級8回戦（梅津美琴女流初段 戦）  | 女流棋士引退規定                      | [ 2 ] [ 102 ]              |
|                            | 2025年                     | 2025年                                                          |                                       |                            |

## 休場者
棋士
- 途中休場者・復帰者
  - 渡辺明（休場期間：2025年04月10日 - 2025年06月30日、体調不良）[103]
→2025年7月17日 公式戦復帰予定（第84期順位戦 A級1回戦・佐々木勇気八段 戦）

女流棋士
- 2025年度休場者（全休者、休場期間：2025年04月01日 - 2026年03月31日）
  - 早水千紗 女流三段[2]
  - 山田朱未 女流二段[2]
  - 井道千尋 女流二段[2]
  - 水町みゆ 女流初段[2]
- 途中休場者・復帰者
  - （該当者なし）